# 舞台美術家
舞台美術家（ぶたいびじゅつか）とは、演劇やダンスなどの舞台芸術において、舞台美術、すなわち、舞台空間のデザインを行う人を指す。
舞台美術家は芸術家の一種であり、演劇やダンスなどの総合芸術の一部門として主に舞台セットを製作する。俳優やダンサー（舞踏家）などが、その空間内で演技することで、最終的な完成形態に至る。
舞台美術家は戯曲を読み、演出家や監督などのスタッフと打ち合わせをしながら、舞台セットのデザインを組み立ててゆく。

## 主要な舞台美術家

### 日本
- 朝倉摂
- 天野弓彦
- 天野喜孝

長谷川勘兵衞
- 伊藤熹朔

後藤芳世
- 大野泰

- 柿崎順一
- 金森馨

- きくちまさと

- 桜井久美
- 佐藤さい子
- 佐藤朋有子

- 島次郎

- 妹尾河童

- 竹内志朗
- 田中照三
- 田中良 (美術家)

- 勅使河原宏

- 鳥居清光

- 中間裕子

- 西村喜廣

- 古市馨

- 真木小太郎
- 松井るみ

- 溝口三郎 (美術史家)

- 毛利錠佐久

- 柳瀬正夢

- 吉井澄雄

- 脇屋主三

### 海外
- ウラジーミル・タトリン
- カジミール・マレーヴィッチ
- ダリオ・フォ
- ナタリア・ゴンチャロワ
- エル・リシツキー

- イリヤ・オストロウーホフ

- ボリス・クストーディエフ

- ウラジミール・シューコ

- イヴァン・ビリビン

- ユーリイ・アンネンコフ

- アレクサンドラ・エクステル

- コンスタンチン・コローヴィン
- ナタリア・ゴンチャロワ (画家)

- セルゲイ・スデイキン

- レオン・バクスト

- イヴァン・ビリビン

- ミハイル・ラリオーノフ

- ヘルマン・ヴァルム

- ベルナール・エヴァン

- ジャン＝マルク・ステーレ

- フォルトゥナート・デペーロ

- パーシー・マッコイド

- ベニ・モントレゾール

- ユルゲン・ローゼ